# Rincon (Bonaire)
Rincon é uma das duas cidades de Bonaire, um município especial da Holanda. Ele está situado no norte da ilha.
Rincon foi fundada em 1527 pelos espanhóis e é o assentamento mais antigo do Caribe holandês, e atualmente uma das duas cidades de Bonaire.
O local foi escolhido porque era cercado por colinas e fora da vista dos piratas e corsários, com disponibilidade de água doce permitindo a agricultura.

## Cultura
O maior festival de Bonaire, Dia di Rincon, acontece todos os anos no dia 30 de abril desde 1989 em Rincon. Com a celebração da cultura, tradições e história como a cidade mais antiga da ilha.
A celebração começa às 8:00 da manhã com hasteamento da bandeira da cidade, seguida de apresentações e um desfile festivo para comemorar o fim do período de colheita. Em 2019, mais de 12.000 pessoas compareceram ao festival sendo um feriado.